# Limba tibetană
Limba tibetană, de cele multe ori având sensul implicit de limba standard tibetană, este limba oficială a Regiunii Autonome Tibet din Republica Populară Chineză. Limba standard tibetană (Tibetană: བོད་སྐད་) este forma cea mai utilizată pe scară largă de vorbitorii de tibetană. Ea se bazează pe dialectul de Lhasa, un dialect Ü-Tsang aparținând limbilor centrale tibetane.